# Ladoffa ignota
Ladoffa ignota är en insektsart som beskrevs av Walker 1851. Ladoffa ignota ingår i släktet Ladoffa och familjen dvärgstritar. Inga underarter finns listade i Catalogue of Life.